# Maryland

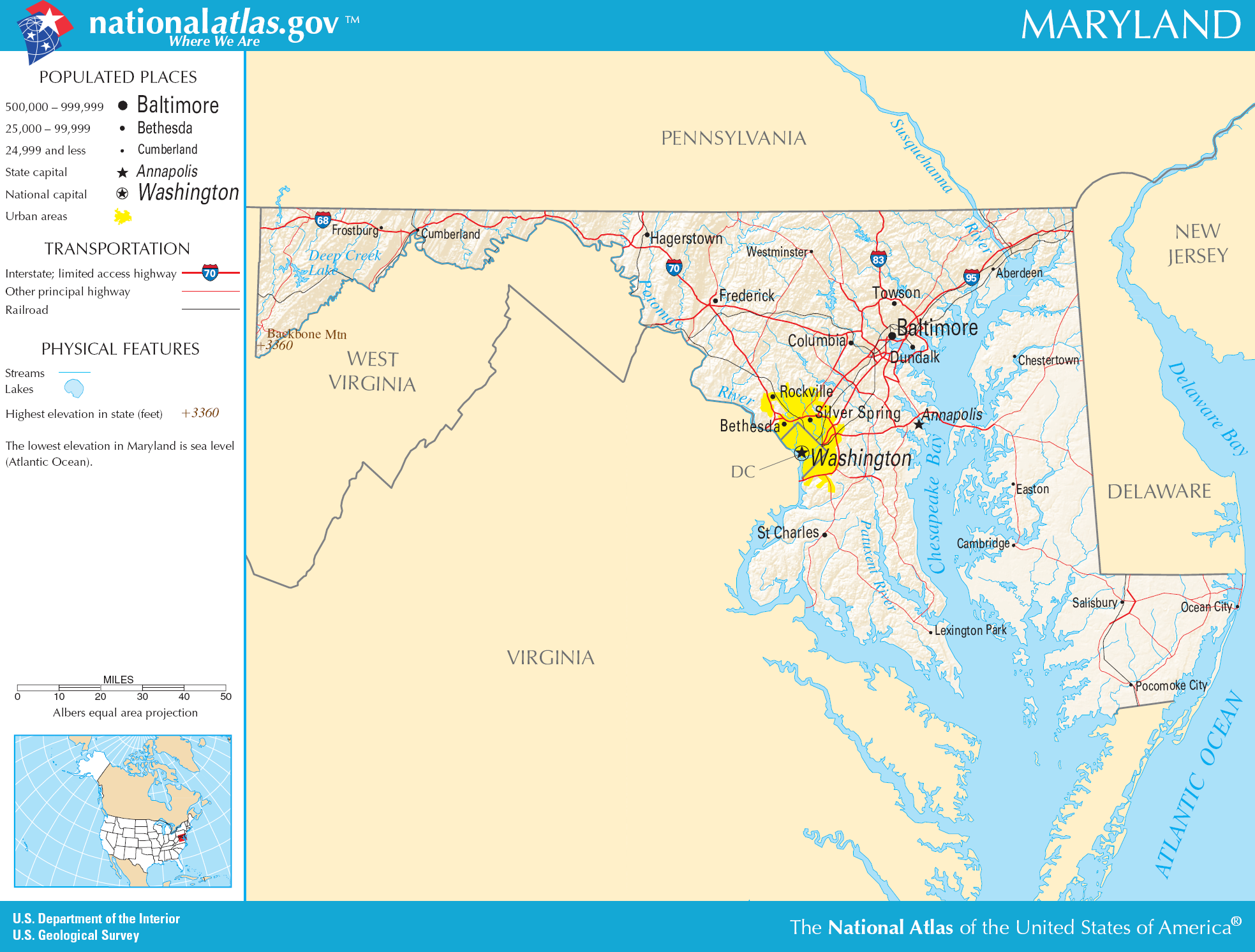
Mapa stanu Maryland

Maryland (wymowa:/ˈmɛrələnd/ⓘ) – stan Stanów Zjednoczonych na wybrzeżu Oceanu Atlantyckiego.
Jest jednym z 13 stanów założycielskich. Od południa graniczy z Dystryktem Kolumbii, Wirginią i Wirginią Zachodnią, od wschodu z Delaware, a od północy z Pensylwanią.
Zatoka Chesapeake dzieli stan na dwie części – wschodnią – nizinną i zachodnią – wyżynną, łagodnie wznoszącą się w kierunku Appalachów.

## Geografia
Stan zajmuje powierzchnię całkowitą 32 133,15 km², z czego 25 314,08 km² to powierzchnia lądowa, a 6819,07 km² (21,2%) stanowią wody śródlądowe. Najwyższym wzniesieniem w stanie jest szczyt Hoye Crest na górze Backbone Mountain w hrabstwie Garrett, o wysokości 1024 m n.p.m. Najniższy punkt lądowy stanu położony jest na poziomie morza na brzegach zatoki Chesapeake oraz Oceanu Atlantyckiego. Najniższy punkt w granicach administracyjnych stanu położony jest na dnie zatoki Chesapeake, około 53 m pod poziomem morza, około 1,6 km na południowy zachód od południowego brzegu wyspy Kent w hrabstwie Queen Anne’s i określany jako Bloody Point Hole.
Topografia stanu Maryland jest zróżnicowana, dlatego czasami stan określa się mianem „Ameryki w miniaturze”. Stan posiada linię brzegową o długości około 12 420 km, z czego 11 175 km to linia brzegowa zatoki Chesapeake. Wschodnia część stanu ma charakter nizinny i położona jest na półwyspie Delmarva, wchodzącym w skład Niziny Atlantyckiej. Środkowa część stanu leży na obszarze wyżyny Piedmont, zaś na zachodzie znajdują się pasma górskie Pasma Błękitnego oraz gór Allegheny, wchodzących w skład systemu górskiego Appalachów.
Główne rzeki stanu to Patapsco, Patuxent, Potomak oraz Susquehanna.

### Zbiorniki wodne
W Maryland nie istnieje ani jedno naturalne jezioro, ponieważ procesy geologiczne w tym stanie nie sprzyjały powstawaniu jezior. Jako że lodowce nie występowały na tym obszarze podczas ostatniej epoki lodowcowej, w Maryland nie ma jezior polodowcowych. Wszystkie istniejące obecnie zbiorniki wodne w Maryland zostały stworzone sztucznie przez człowieka poprzez zatamowanie rzek. Choć niektóre z nich nazywane są jeziorami, jak na przykład jezioro Deep Creek Lake czy jezioro Lake Habeeb, to wszystkie są zbiornikami retencyjnymi. Największymi zbiornikami wodnymi w stanie są rezerwuar Conowingo Reservoir na rzece Susquehanna o powierzchni 34,65 km² i pojemności ponad 382 mln m³ oraz Deep Creek Lake o powierzchni 15,78 km² i pojemności ponad 127 mln m³. Poniższe zestawienie obejmuje zbiorniki wodne w Maryland o powierzchni ponad 3 km².
| Nazwa                        | Położenie                             | Rzeka                                  | Przeznaczenie                                 | Powierzchnia (km²) | Maksymalna pojemność (mln m³) |
| ---------------------------- | ------------------------------------- | -------------------------------------- | --------------------------------------------- | ------------------ | ----------------------------- |
| Conowingo Reservoir          | hrabstwa Cecil i Harford, Pensylwania | Susquehanna                            | Elektrownia wodna                             | 34,65              | 382                           |
| Deep Creek Lake              | hrabstwo Garrett                      | Deep Creek (dopływ rzeki Youghiogheny) | Elektrownia wodna, rekreacja                  | 15,78              | 127                           |
| Liberty Reservoir            | hrabstwa Baltimore i Carroll          | North Branch Patapsco River            | zasoby wody dla miasta Baltimore              | 12,57              | 218                           |
| Youghiogheny River Reservoir | hrabstwo Garrett, Pensylwania         | Youghiogheny                           | zbiornik przeciwpowodziowy, elektrownia wodna | 11,33              | 186                           |
| Loch Raven Reservoir         | hrabstwo Baltimore                    | Gunpowder                              | zasoby wody dla miasta Baltimore              | 9,71               | 113                           |
| Prettyboy Reservoir          | hrabstwo Baltimore                    | Gunpowder                              | zasoby wody dla miasta Baltimore              | 6,07               | 111                           |
| Jennings Randolph Lake       | hrabstwo Garrett                      | North Branch                           | zbiornik przeciwpowodziowy                    | 3,90               | 161                           |
| Triadelphia Reservoir        | hrabstwo Montgomery                   | Patuxent                               | Elektrownia wodna                             | 3,24               | 39                            |
| Rocky Gorge                  | hrabstwo Montgomery                   | Patuxent                               | zasoby wody dla okolic Waszyngtonu            | 3,13               | 27                            |

### Parki stanowe
W Maryland znajduje się 45 parków stanowych, z których największy, park stanowy Gunpowder Falls w hrabstwie Baltimore, zajmuje powierzchnię 74,87 km².

### Miejscowości
Na terenie stanu Maryland znajduje się 157 miast (city lub town) i wsi (village), w tym jedno o liczbie ludności przekraczającej 100 000, 23 powyżej 10 000 mieszkańców, a 97 powyżej 1000 mieszkańców (2022 r.).
Lista miast zamieszkanych przez 2000 lub więcej osób (2022 r.):

- Baltimore (569 931)
- Frederick (82 175)
- Gaithersburg (68 952)
- Rockville (66 924)
- Bowie (57 192)
- Hagerstown (43 701)
- Annapolis (40 648)
- College Park (34 190)
- Salisbury (33 209)
- Laurel (29 352)
- Greenbelt (24 360)
- Hyattsville (20 675)
- Westminster (20 393)
- Cumberland (18 769)
- Takoma Park (17 390)
- Easton (17 342)
- Aberdeen (16 859)
- Elkton (15 913)
- Havre de Grace (14 996)
- New Carrollton (13 403)
- Cambridge (13 129)
- La Plata (10 676)
- Bel Air (10 596)
- Mount Airy (9819)
- Bladensburg (9444)
- Brunswick (8211)
- Mount Rainier (8126)
- Taneytown (7340)
- Riverdale Park (7171)
- Frostburg (6958)
- Ocean City (6915)
- Thurmont (6588)
- Walkersville (6521)
- Chesapeake Beach (6479)
- Hampstead (6342)
- Glenarden (6268)
- Cheverly (6019)
- Fruitland (5843)
- District Heights (5816)
- Poolesville (5688)
- Chestertown (5563)
- Manchester (5484)
- Berlin (5259)
- Middletown (5239)
- Denton (4924)
- Leonardtown (4905)
- Centreville (4755)
- Seat Pleasant (4462)
- Perryville (4445)
- Pocomoke City (4402)
- Sykesville (4371)
- North East (4132)
- Delmar (4122)
- Indian Head (4025)
- Capitol Heights (3953)
- Boonsboro (3814)
- Brentwood (3732)
- Princess Anne (3472)
- Berwyn Heights (3270)
- Smithsburg (3121)
- Emmitsburg (2921)
- Chevy Chase (2855)
- Federalsburg (2806)
- Rising Sun (2761)
- Forest Heights (2609)
- Crisfield (2446)
- University Park (2386)
- Snow Hill (2272)
- North Beach (2176)
- Mountain Lake Park (2124)
- Kensington (2099)
- Williamsport (2084)
- Hurlock (2077)
- Chevy Chase Village (2019)

## Klimat
Wschodnia część Marylandu znajduje się w klimacie wilgotnym subtropikalnym (Cfa w Klasyfikacji klimatów Köppena), natomiast w jego zachodniej części występuje klimat oceaniczny (Cfb w Klasyfikacji klimatów Köppena).

## Ludność
Według szacunków United States Census Bureau, ludność stanu Maryland w roku 2020 wynosiła 6 177 224. Liczba ludności rośnie: w 2010 roku wynosiła 5 773 552, a w 2000 roku 5 296 486 mieszkańców.

## Podział administracyjny
Stan Maryland podzielony jest na 23 hrabstwa oraz miasto Baltimore, które zostało wyodrębnione w 1851 roku z hrabstwa Baltimore i posiada status równoważny hrabstwu, nie wchodząc w skład żadnego z nich. Największym hrabstwem pod względem liczby ludności jest hrabstwo Montgomery, a największym hrabstwem pod względem powierzchni lądowej jest hrabstwo Frederick.

## Historia

### Przed przybyciem Europejczyków
Pierwsi ludzie przybyli na tereny obecnego Maryland około 10 tysięcy lat p.n.e. wraz z zakończeniem ostatniej epoki lodowcowej. Głównym źródłem pożywienia plemion koczowniczych zamieszkujących te tereny około 1500 lat p.n.e. były ostrygi. Pierwsze indiańskie przedmioty gliniane pochodzą z okresu około 1000 lat p.n.e. Około roku 800 n.e. Indianie udomowili pierwsze rośliny, a do polowań na zwierzęta zaczęli korzystać z łuków i włóczni. Ślady pierwszych stałych indiańskich wiosek pochodzą z XII wieku.

### Europejscy odkrywcy
Pierwszym znanym Europejczykiem u brzegów Maryland był pływający pod banderą angielską wenecki żeglarz John Cabot, który w 1498 roku dotarł do wybrzeży obecnego hrabstwa Worcester. W 1524 roku włoski podróżnik Giovanni da Verrazzano wpłynął do zatoki Chesapeake. Dokładniejszej eksploracji zatoki dokonał w 1572 roku hiszpański gubernator kolonii Floryda, Pedro Menéndez de Avilés. W 1608 roku zatokę zbadał również angielski kolonizator z pobliskiego Jamestown, John Smith. Pierwsze przedmioty europejskie w Maryland w kontekście archeologicznym pochodzą z lat 20. XVII wieku.

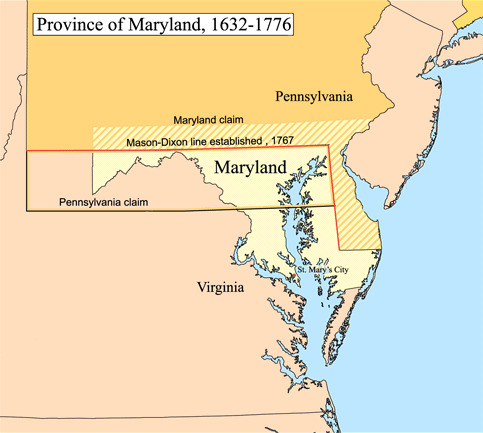
Mapa kolonii Maryland

### Okres kolonialny
Prowincja oficjalnie powstała 20 czerwca 1632 roku, gdy król Anglii Karol I Stuart nadał ją baronowi Baltimore, Cæciliusowi Calvertowi. Nazwa „Maryland” została nadana na cześć Henrietty Marii Burbon, żony króla Karola, kiedy 25 marca 1634 roku przybyli tu pierwsi koloniści. W 1649 roku uchwalono akt o tolerancji religijnej wprowadzający równość praw dla wszystkich chrześcijan.

### Historia stanu
- 28 kwietnia 1778 roku – Ratyfikowanie Konstytucji.
- 1791 rok – Maryland odstąpił część swojego terytorium w celu utworzenia stołecznego Dystryktu Kolumbii.
- 1814 rok – Wojska brytyjskie pokonały oddziały amerykańskie w bitwie o Bladensburg.
- 1861–1865 – wojna secesyjna. Mimo że był to stan niewolniczy, Maryland pozostał wierny Unii.
- 1919–1933 – Maryland przeciwstawił się wprowadzeniu prohibicji.

## Religia
Dane z 2014 r.:
- protestanci – 52%:
  - baptyści – 15%,
  - metodyści – 8%,
  - bezdenominacyjni – 7%,
  - zielonoświątkowcy – 5%,
  - pozostali – 17% (głównie: luteranie, anglikanie, kalwini, adwentyści dnia siódmego, uświęceniowcy, campbellici i anabaptyści),
- brak religii – 23% (w tym: 3% agnostycy i 3% ateiści),
- katolicy – 15%,
- żydzi – 3%,
- mormoni – 1%,
- muzułmanie – 1%,
- pozostałe religie – 5% (w tym: prawosławni, hinduiści, buddyści, świadkowie Jehowy, unitarianie uniwersaliści i bahaiści[13]).

## Gospodarka
- Rolnictwo:

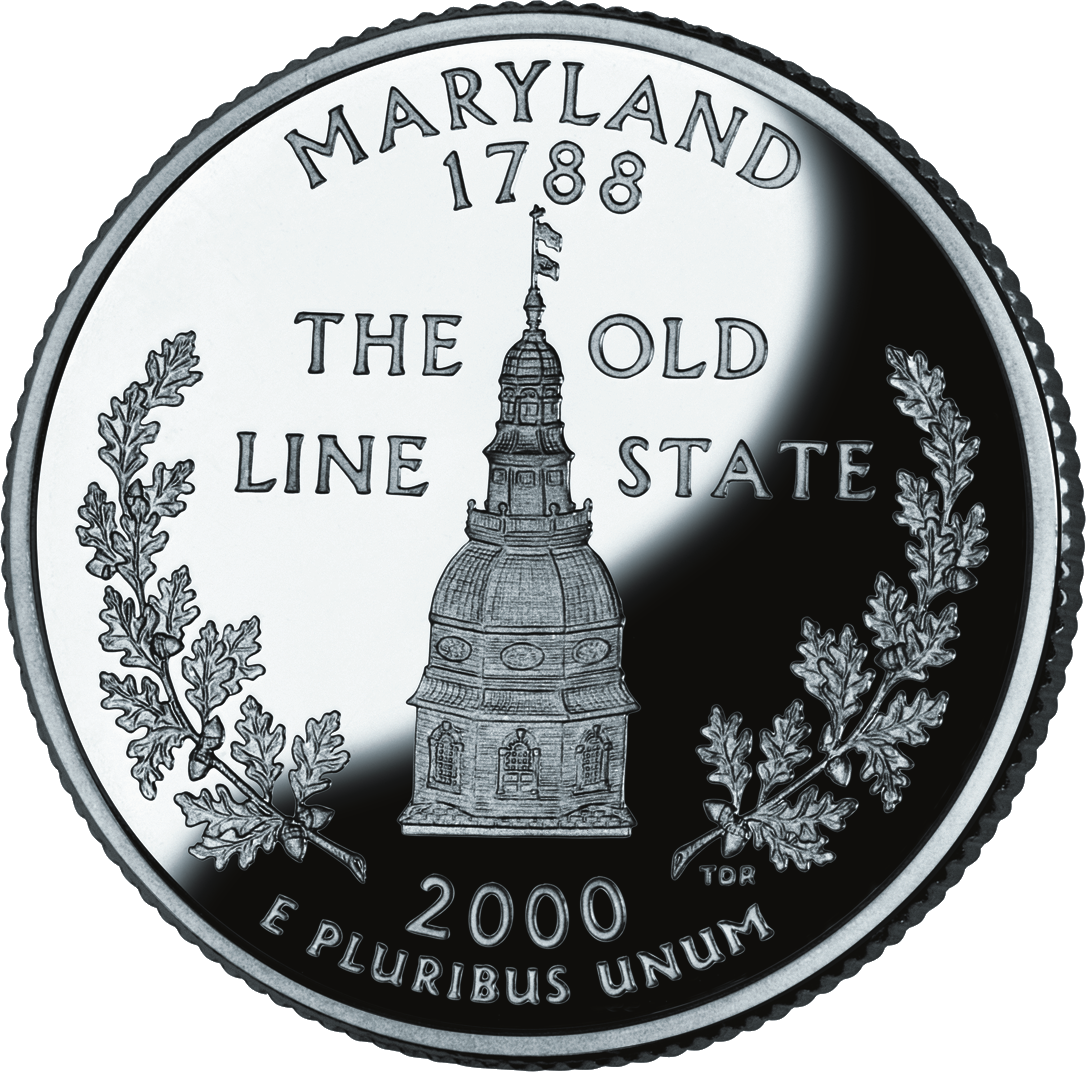
Ćwierć dolara; rewers z przydomkiem stanu

  - uprawa kukurydzy, soi, oraz roślin szklarniowych.
  - hodowla drobiu
- Przemysł:
  - elektrotechniczny, elektroniczny, spożywczy, chemiczny.

## Uczelnie
- Uniwersytet Marylandu w Baltimore
- Uniwersytet Marylandu w College Park
- Uniwersytet Johnsa Hopkinsa

## Dodatkowe informacje
- Dewiza: Fatti Maschii, Parole Femine (wł.) Czyny mężów, słowa niewiast.
- Symbole: kacyk (ptak), dąb biały, rudbekia